# Sépultures mégalithiques du Bois de Moure
Les sépultures mégalithiques du Bois de Moure, sont constituées d'une allée couverte et d'un tumulus situés à  Pennautier dans le département de l'Aude.

## Allée couverte
L'allée couverte a été construite à environ 200 mètres d'altitude. Elle a été fouillée en 1932 par MM. Genson, Albaille et Fayet. Elle est orientée nord-sud. Elle mesure 3,40 m de longueur sur 1,90 m de large. La chambre est délimitée par sept orthostates : une côté nord, trois à l'est, deux à l'ouest et une au sud-ouest. Lors des fouilles de 1932, il existait encore une neuvième dalle, au sud-est, l'intervalle situé entre les deux dalles sud constituant l'ouverture de la chambre fermée probablement par une dalle mobile. Le sol de la chambre était pavé de petites dalles plates. Aucune table de couverture n'a été retrouvée. Selon Jean Guilaine, cette allée couverte est d'un type « assez rare dans cette région ou les allées couvertes sont souvent sectionnées intérieurement en une ou plusieurs cellae ».
Malgré les pillages antérieurs, les fouilles de 1932, complétées par un tamisage des déblais de ces dernières effectué en 1959, ont livré un abondant mobilier funéraire :
| Ossements animaux                             | Ossements humains                                                     | Matériel funéraire |
| --------------------------------------------- | --------------------------------------------------------------------- | --- |
| - quelques ossements de rongeurs et d'oiseaux | - plusieurs kilogrammes, dont 326 dents, soit au maximum 14 individus | - silex : 3 pointes de flèches lancéolées, 8 pointes de flèches à pédoncule et barbelures, quelques éclats - 4 palettes de schiste et 1 bâtonnet en calcaire strié de rainures - 3 instruments en os - 7 coquilles marines perforées - perles : 112 en test de pétoncle, 22 en roche dure, 2 en os, 2 en calcaire, 1 en cristal de roche - 3fragments de dentale - nombreux tessons d'une céramique datée du campaniforme - 3 fragments de bronze et 2 clous en fer |

Les crânes avaient été déposés sur le sol de la chambre, le visage tourné vers le sud et les ossements longs  étaient parfois regroupés en fagot. Aucune trace de charbon ou d'incinération n'a été retrouvée.
L'ensemble de ce mobilier est à rattacher au Chalcolithique avec une réoccupation plus tardive à l'âge du fer.

## Tumulus
Le tumulus est signalé dès 1915 par A. Fages. Il est situé à environ 200 m au nord de l'allée couverte. De forme ovalaire, il mesure 20 m de long sur 15 m de large. Il renferme deux sépultures. La première en forme de fer à cheval mesure 1,25 m sur 1,05 m. Elle est délimitée par des blocs de calcaire local de taille irrégulière. Sur sa droite, la deuxième sépulture est une tombelle en pierres sèches mesurant 1,62 m de long sur 0,75 m de large. Elle « est surmontée de blocs de calcaire donnant à cette sépulture l'aspect d'une allée couverte à supports de faible hauteur ».